# Gromada Abramów (Powiat Lubartowski)
Die Gromada Abramów war eine Verwaltungseinheit in der Volksrepublik Polen zwischen 1954 und 1972. Verwaltet wurde die Gromada vom Gromadzka Rada Narodowa dessen Sitz sich in Abramów befand und aus 19 Mitgliedern bestand.
Die Gromada Abramów gehörte zum Powiat Lubartowski in der Woiwodschaft Lublin und bestand aus den Dörfern Abramów, Marcinów, Ciotcza und Sosnówka, ehemaligen Gromadas der aufgelösten Gmina Abramów. Zum 1. Januar 1960 wurden die Orte der aufgelösten Gromada Wielkie der Gromda Abramów zugeordnet und am 1. Januar 1962 die Orte der aufgelösten Gromada Wielkolas. Die Gromada Abramów bestand bis zum 31. Dezember 1972.